# Andreu Torrens Pastor
Andreu Torrens i Pastor. (Sóller, Mallorca, 1907 — Palma, 1989) fou un veterinari mallorquí.
Fill de Joan Torrens Calafat i Anna Pastor. Cap dels serveis veterinaris municipals de Palma des del 1958 i cap de la secció de fisiozootècnia de l'Institut Provincial de Biologia Animal de Balears (1949, 1962). Membre de diverses societats, publicà nombrosos treballs sobre sanitat veterinària, bromatologia i prevenció de zoonosis transmissibles.